# ببخشید، سرنخی ندارم
ببخشید، سرنخی ندارم (انگلیسی: I'm Sorry I Haven't a Clue) یک برنامه کمدی رادیویی از بی‌بی‌سی است. این برنامه ۶۷ قسمت و مدت پخش هر قسمت نیم ساعت بود.